# Твестен, Август
Август Детлеф Кристиан Тве́стен (нем. August Detlev Christian Twesten; 11 апреля 1789, Глюкштадт — 8 января 1876, Берлин) — германский протестантский богослов и духовный писатель. Отец политика Карла Твестена.
С 1808 года изучал филологию и философию в Кильском университете, но спустя два года перешёл на богословский факультет Берлинского университета. В 1813 году получил докторскую степень. С 1814 года был экстраординарным профессором догматического богословия в Киле. В 1826 году стал почётным доктором богословия Боннского университета и тогда же стал кавалером ордена Данеброг. В 1830 году стал ректором Кильского университета, в 1834 году сменил Фридриха Шлейермахера на должности профессора богословия в Берлинском университете, но при этом окончательно не оставил и Киль. В 1835 году вступил в Лоулессовское общество, в 1841 году стал членом консистории и в 1852 году оберконсисториалратом. На протяжении своей жизни шесть раз избирался ректором университетов: был им 1830/31, 1850/51 и 1860/61 учебных годах в Киле и в 1839/40, 1850/51 и 1860/61 учебных годах в Берлине. Был похоронен в семейном склепе в Берлине. Его сын Карл Твестен стал известным политиком.
Богословское учение Шлейермахера было преобразовано им в духе лютеранского правоверия. Основные работы: «Logik, insbesondere die Analytik» (Шлезвиг, 1825); «Vorlesungen über die Dogmatik der evangelisch-lutherischen Kirche» (Гамбург, 1826—37); «Grundriss der analytischen Logik» (Киль, 1834).